# Saivres
Saivres| é uma comuna francesa na região administrativa da Nova Aquitânia|département=Deux-Sèvres, no departamento de Deux-Sèvres. Estende-se por uma área de 21,24 km². Em 2010 a comuna tinha 1 463 habitantes (densidade: 68,9 hab./km²).